# یوهان گوتفرید زین
یوهان گوتفرید زین (انگلیسی: Johann Gottfried Zinn; ۶ دسامبر ۱۷۲۷ – ۶ آوریل ۱۷۵۹) یک گیاه‌شناس، و استاد دانشگاه اهل آلمان بود.